# 辻清明 (政治学者)
辻 清明（つじ きよあき、1913年4月5日 - 1991年7月30日）は、日本の政治学者、行政学者。東京大学名誉教授。

## 来歴
京都生まれ。三高を経て、1937年東京帝国大学法学部政治学科卒業、同学部助手となる。1938年6月、臨時召集のため歩兵第9連隊に入隊、1940年5月、同除隊し、研究に戻る。1942年東京大学法学部助教授、1951年同教授、1967年から1968年まで法学部長を務める。1974年定年退官、名誉教授、国際基督教大学教授。1979年文化功労者。1985年日本学士院会員。1987年12月、品川区名誉区民（服部良一（作曲家）ともに授賞）。1989年春、勲二等旭日重光章受勲。

## 人物
- 蠟山政道に師事。日本の官僚制の研究において、いわゆる官僚優位論を提唱し日本の関係学界に強い影響を及ぼした。
- 行政学における辻の学派は、彼の一番弟子で行政学講座を継承した西尾勝に発展的に引き継がれた。この他門下生に伊藤大一・武藤博己・西尾隆などがいる。

## 著書

### 単著
- 『日本官僚制の研究』（初版：弘文堂, 1952年／新版：東京大学出版会, 1969年）
- 『行政学講義　上巻』（東京大学出版会, 1960年／改訂版, 1963年）
- 『政治を考える指標』（岩波書店［岩波新書］, 1960年）
- 『行政学概論　上巻』（東京大学出版会, 1966年）
- 『陣笠の効用』（日本評論社, 1972年）
- 『日本の地方自治』（岩波書店［岩波新書］, 1976年）
- 『政治の精神』（朝日新聞社［朝日選書］, 1979年）
- 『公務員制の研究』（東京大学出版会, 1991年）

### 編著
- 『岩波小辞典政治』（岩波書店 1956年／増訂版, 1968年／第3版, 1975年）
- 『公務員制度』（勁草書房 1969年）
- 『世界の名著（60）バジョット ラスキ マッキーヴァー』（中央公論社 1970年／中公バックス 1980年）
- Public Administration in Japan, (University of Tokyo Press, 1984).

### 共編著
- （中村哲・丸山真男）『政治学事典』（平凡社, 1960年）
- （林茂）『日本内閣史録（全6巻）』（第一法規出版, 1981年）
- （高辻正己）『現代行政全集（1-27）』（ぎょうせい, 1983年-1986年）

### 訳書
- ウイリアム・A・ロブソン編『世界の大都市――その行政と政治と計画』小倉庫次,吉富重夫共訳 （東京市政調査会 1958年）
- H・J・ラスキ『議会・内閣・公務員制』渡辺保男共訳（岩波書店 1959年）
- W・A・ロブソン『福祉国家と福祉社会――幻想と現実』星野信也共訳（東京大学出版会 1980年）

## 評伝
- 『回想の辻清明』辻清明追想集刊行会 編、1993年